# Tetraceratium wolcotti
Tetraceratium wolcotti är en insektsart som beskrevs av Frederick Arthur Godfrey Muir 1924. Tetraceratium wolcotti ingår i släktet Tetraceratium och familjen Flatidae. Inga underarter finns listade i Catalogue of Life.